# Il Mago (rivista)
Il Mago è stata una rivista italiana di fumetti pubblicata da Arnoldo Mondadori Editore dal 1972 al 1980.

## Storia
La rivista nacque su iniziativa della Mondadori sulla scia del successo di linus, pubblicato allora dalla Rizzoli che lo aveva acquisito dalla Milano Libri nel 1971. Tale intento è espresso apertamente sin dalla scritta posta sulla copertina del primo numero:"Il mensile che ancor prima di uscire vantava già tre tentativi di imitazione".
La scelta di affidare la direzione della rivista a Mario Spagnol, già curatore della fortunata collana Oscar Mondadori, non fu casuale. Infatti spesso su questa collana erano apparsi libri a fumetti, e Il Mago poteva servire sia a ripubblicare vecchio materiale sia a testare nuove serie ancora inedite. La direzione di Spagnol durò solo sei numeri, poi a sostituirlo furono chiamati i popolari scrittori Fruttero & Lucentini, già traduttori delle strisce di B.C. e de Il mago Wiz.
In questi primi anni furono pubblicate principalmente strisce umoristiche americane, fra cui B.C., Il mago Wiz, Mafalda, Dick Tracy, Rip Kirby, Momma, Blondie e Dagoberto, Braccio di Ferro, Sappo e la tiratura si assestò intorno alle ottantamila copie. Sulla rivista esordì un giovanissimo Stefano Benni, con alcuni racconti poi riuniti in Bar Sport.
Nel 1975 la rivista, entrata in crisi, passò nelle mani di Beppi Zancan. Il formato fu ridotto da 24x34 cm a 19,5x27 cm, e il numero di pagine passò da 96 a 80. La dirigenza Mondadori per uscire dalla crisi cercò di trasformare la rivista in una pubblicazione per ragazzi, ma Zancan si oppose, trasformandola in una vetrina per fumetti d'autore stranieri e italiani, una delle prime riviste a dare spazio ai giovani italiani esordienti, fra cui i fratelli Agostino e Franco Origone con il loro Nilus, Panebarco col suo Big Sleeping, Vittorio Giardino con Sam Pezzo, e altri professionisti affermati come Cimpellin, Pezzin, Cavazzano e Filippo Scozzari. Con questa nuova struttura, a metà fra fumetto d'autore italiano e strisce umoristiche straniere, la rivista si assestò intorno alle ventimila copie di tiratura e rimase nelle edicole per altri cinque anni. Poi nel 1980 Mondadori decise di chiuderla lasciandone la proprietà a Zancan, che negli anni successivi tentò di trovare un nuovo editore con cui proseguire le pubblicazioni. Nel 1983 riapparve in edicola edita dalla Editrice Publimilano ma solo per cinque numeri.

## Direttori
- Mario Spagnol (1972)
- Fruttero & Lucentini (1972-76)
- Beppi Zancan (1976-80)